# Kanal Lokal
Kanal Lokal war der Name von vier schwedischen Fernsehsendern, die ab Herbst 2005 in den bevölkerungsreichsten Teilen Schwedens sendeten.
Die vier Fernsehsender waren:

Verbreitungsgebiete

- Kanal Lokal Göteborg sendete im Großraum Göteborg über die Sendeanlagen Uddevalla, Trollhättan and Bäckefors.
- Kanal Lokal Skåne sendete in Schonen über die Sendeanlagen Hörby, Malmö und Helsingborg.
- Kanal Lokal Stockholm sendete im Großraum Stockholm über die Sendeanlagen Sender Nacka, Västerås, Uppsala und Östhammar.
- Kanal Lokal Östergötland sendete im Östergötland über die Sendeanlagen Motala, Linköping und Norrköping.

## Geschichte
Die Ursprünge  von Kanal Lokal liegen in einem lokalen Kanal in Östergötland mit dem Namen NollEttan. Der Sendebetrieb dieses Kanals wurde 1999 über DVB-T gestartet. Pläne nach Göteborg, Schonen und Stockholm zu expandieren entstanden im Jahre 2005. Es gab unter dem Kanalnamen NollEttan bereits erste Versuche in Schonen im Frühling. Im September 2005 begann der Sendebetrieb in Stockholm und im November desselben Jahres in Göteborg, beide liefen unter dem Namen NollEttan.
Das Unternehmen wurde weitgehend von dem Venture-Capital-Unternehmen IT-Provider gegründet. Am Anfang fing Kanal Lokal an mit Expressen zu kooperieren, einer schwedischen Zeitung, die den Sendern Nachrichten bereitstellt. Im Oktober 2005 kündigte das Unternehmen an, Free-to-air zu senden.
Kanal Lokal hatte anfangs Probleme mit der Verbreitung seiner Kanäle, insbesondere um in das vitale Com Hem Kabel Netzwerk einzuspeisen. Nur in Östergötland hatte man einen freien Kanal von Anfang an in den dortigen Kabelnetzen. Im April 2006 wurde bekannt, dass Kanal Lokal einen freien Sendeplatz im Com Hem Basispaket für Göteborg bekommen wird. Bis Oktober 2007 dauerte es aber, bis Kanal Lokal in allen vier Verbreitungsgebieten im Com Hem Kabelnetz eingespeist wurde.
Im Dezember 2007 kündigte Kanal Lokal den Vertrag mit Expressen, für den Stockholmer Kanal Nachrichten zur Verfügung zu stellen. Dies führte dazu, dass das Programm von Kanal Lokal Stockholm gekürzt wurde und Sendungen der anderen Kanal Lokal Versionen übernommen wurden.
Im März 2008 wurden die Sendelizenzen von Kanal Lokal verlängert und Kanal Lokal erhielt noch die Sendelizenz für Småland, Dalarna und für Teile von Norrland.
Mitte Januar 2009 musste Kanal Lokal aufgrund drastischer Einbrüche bei den Werbeeinnahmen Konkurs anmelden.

## Empfang im deutschsprachigen Raum
Die vier Kanal Lokal Programme gehörten zu den wenigen im deutschsprachigen Raum frei empfangbaren schwedischen Sendern. Sie wurden bis Mitte Januar 2009 über Thor 2 auf 5.0° Ost gesendet.